# El Barretal
El Barretal es una localidad ubicada en el municipio de Padilla, en el estado de Tamaulipas. Según el censo de 2020, tenía una población de 3082 habitantes.
El nombre de dicho poblado fue dado porque en ese región abundaban árboles de barreta.

## Reseña histórica
El poblado el Barretal, municipio de Padilla, Tamaulipas; fue fundado un 21 de abril de 1925, siendo sus principales fundadores Fernando Guerrero, Juan Cano, Luis Ibarra, Venustiano Carreón y Francisco Honorato. Las tierras que hoy comprenden el poblado El Barretal eran de las Haciendas Carmen Galindeño y la Cruz, tierras que fueron otorgadas en base al triunfo de la Revolución Mexicana. En Tamaulipas el primer reparto agrario se dio en la Hacienda los Borregos, en el municipio de Matamoros, y dicho reparto fue dado por el General Lucio Blanco. Motivados por esta acción, un grupo de campesinos, entre los que destacaron Fernando Guerrero, Juan Cano, Luis Ibarra, Venustiano Carreón y Francisco Honorato, también pidieron un pedazo de tierra para trabajarla, y es un 21 de abril de 1925 cuando el entonces presidente de la República, Plutarco Elías Calles, y el gobernador del estado, Emilio Portes Gil, les hace entrega de sus tierras diciendo " es de dotarse y se dota con una extensión de 760 hectáreas a la congregación de El Barretal". Y es un 24 de enero de 1930, en presencia de Francisco J. García, representante de la Comisión Nacional Agraria; Fernando Guerrero, Juan Cano y Venustiano Carreón, Presidente, Secretario y Tesorero respectivamente del Comité Particular Administrativo; y el delegado municipal del poblado, así como la mayoría de los vecinos del lugar, que se ejecuta el acto de entrega y posesión definitiva de los terrenos con que se amplía el entonces Ejido El Barretal, y deslindes de los mismos acuerdos de la resolución presidencial de fecha del 12 de diciembre de 1929.

## Medio físico
Localización
La localidad de El Barretal está situada en el municipio de Padilla (en el estado de Tamaulipas) Tiene 3082 habitantes según el conteo del INEGI en el 2020. El Barretal está a 197 metros de altitud sobre el nivel del mar. El poblado colinda al norte con el ejido Ursulo Galván, al sur con el ejido exhacienda el Carmen municipio de Guemez, al este con el ejido Francisco I. Madero y al oeste con el ejido el Galindeño.
Hidrografía
Los recursos hidráulicos del poblado son muy elevados por ubicarse el territorio en la cuenca del río Purificación, el río fluye a un lado del poblado del Oeste al Este, fungiendo como límite de otros poblados que pertenecen al municipio vecino de Güemez, el caudal del río llega hasta la presa Vicente Guerrero, misma que se ubica en todo su extensión en el territorio municipal, ocupando un 20 por ciento de su superficie.
También existe un canal que atraviesa por la mitad del poblado y fue construidos por los Hacendados del Barretal y la Hacienda el Caracol con el motivo del riego de sus tierras.[cita requerida]
Clima
El clima en el poblado son secos muy cálidos, con lluvias en verano y escasas a lo largo del año. Las temperaturas oscilan entre los 1 °C (mínima) y de 43 °C (como máxima). La precipitación pluvial media es del orden de los 700 milímetros cúbicos.[cita requerida]
| Parámetros climáticos promedio de El Barretal | Parámetros climáticos promedio de El Barretal | Parámetros climáticos promedio de El Barretal | Parámetros climáticos promedio de El Barretal | Parámetros climáticos promedio de El Barretal | Parámetros climáticos promedio de El Barretal | Parámetros climáticos promedio de El Barretal | Parámetros climáticos promedio de El Barretal | Parámetros climáticos promedio de El Barretal | Parámetros climáticos promedio de El Barretal | Parámetros climáticos promedio de El Barretal | Parámetros climáticos promedio de El Barretal | Parámetros climáticos promedio de El Barretal | Parámetros climáticos promedio de El Barretal |
| Mes                                           | Ene.                                          | Feb.                                          | Mar.                                          | Abr.                                          | May.                                          | Jun.                                          | Jul.                                          | Ago.                                          | Sep.                                          | Oct.                                          | Nov.                                          | Dic.                                          | Anual                                         |
| --------------------------------------------- | --------------------------------------------- | --------------------------------------------- | --------------------------------------------- | --------------------------------------------- | --------------------------------------------- | --------------------------------------------- | --------------------------------------------- | --------------------------------------------- | --------------------------------------------- | --------------------------------------------- | --------------------------------------------- | --------------------------------------------- | --------------------------------------------- |
| Temp. máx. abs. (°C)                          | 38.5                                          | 40.0                                          | 44.5                                          | 45.5                                          | 46.0                                          | 45.0                                          | 45.5                                          | 49.0                                          | 43.0                                          | 41.0                                          | 39.5                                          | 38.0                                          | 49.0                                          |
| Temp. máx. media (°C)                         | 23.8                                          | 26.6                                          | 30.2                                          | 33.4                                          | 35.0                                          | 36.4                                          | 36.4                                          | 37.0                                          | 34.2                                          | 31.0                                          | 27.1                                          | 24.1                                          | 31.3                                          |
| Temp. mín. media (°C)                         | 9.4                                           | 11.0                                          | 14.4                                          | 18.3                                          | 21.3                                          | 23.0                                          | 22.9                                          | 22.9                                          | 21.7                                          | 18.3                                          | 13.6                                          | 10.4                                          | 17.3                                          |
| Temp. mín. abs. (°C)                          | -6.0                                          | -4.5                                          | 1.0                                           | 6.0                                           | 10.0                                          | 15.0                                          | 17.5                                          | 17.5                                          | 11.0                                          | 4.0                                           | 0.0                                           | -4.5                                          | -6.0                                          |
| Precipitación total (mm)                      | 0.6                                           | 0.7                                           | 0.8                                           | 1.7                                           | 3.3                                           | 3.0                                           | 2.1                                           | 2.8                                           | 5.2                                           | 2.5                                           | 0.8                                           | 0.5                                           | 24                                            |
| Fuente:                                       |                                               |                                               |                                               |                                               |                                               |                                               |                                               |                                               |                                               |                                               |                                               |                                               |                                               |

## Principales ecosistemas
Flora
Los tipos de vegetación en el poblado se presentan en dos asociaciones, predominando el matorral alto y espinoso. En la rivera del río Purificación, la vegetación está formada por bosques caducifilos espinosos, también se encuentran árboles de naranjos, de nogales y nopaleras.
Fauna
En el monte del poblado se pueden encontrar especies variadas como jabalí, venado cola blanca, liebre, gato montés, víbora de cascabel, alicantre y coralillo, coyote, además especies migratorias como anátidos y paloma de ala blanca.

## Religión
Católica

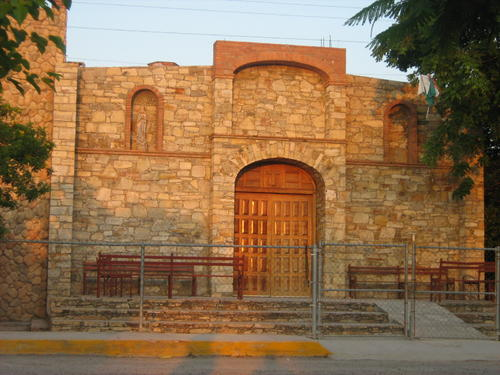
Vista exterior de la Parroquia de Nuestra Señora de Guadalupe

La hoy parroquia de Nuestra Señora de Guadalupe, fue en un principio una capilla que pertenecía a la Parroquia de San Antonio de Padua, en el municipio de Padilla, la cual estaba a cargo de los padres agustinos. La arquitectura de esta parroquia es una réplica de una Iglesia de Teocaltiche, en el estado de Jalisco; quien estuvo en la dirección de la construcción de este templo fue el Padre Antonio Frías, ayudado por la generosidad de la gente de la comunidad, quien hizo un trabajo excelente y la mayoría de los pobladores lo recuerda con cariño porque fue un sacerdote que lo único que le importaba era que la gente se acercara a la iglesia y no pedía tantos requisitos para realizar un sacramento y es por eso que la mayoría de los pobladores profesan la religión Católica, aunque no sean practicantes comprometidos. El 9 de noviembre de 2001, solemnidad de la dedicación de la Basílica de Letrán, por decreto de Mons. Antonio González Sánchez, Obispo de Ciudad Victoria se erigió la Parroquia de Nuestra Señora de Guadalupe, con cabecera parroquial en el Poblado El Barretal, la cual está dividida en siete sectores (San Mateo, San Marcos, San Lucas, San Juan, San Pedro, San Pablo, Santo Tomás), con jurisdicción en las siguientes capillas y comunidades ejidales:
- Capilla de San Juan Diego. Ej. Carmen Galindeño, Padilla, Tam.
- Capilla de San Judas Tadeo. Ej. Fco. I. Madero y Ej. Los Brasiles, Padilla, Tam.
- Capilla de Nuestra Señora de la Soledad. Ej. La Soledad, Padilla, Tam.
- Capilla de San José. Ej. José Silva Sánchez, Padilla, Tam.
- Capilla de San José. Ej. Redención del Campesino, San Carlos, Tam.
- Capilla de San Isidro Labrador. Ej. Graciano Sánchez, San Carlos, Tam.
- Capilla de Nuestra Señora de Guadalupe. Ej. Puerto Rico, San Carlos, Tam.
- Ej. Nuevo Camacho y Ej. Viejo Camacho, San Carlos, Tam.
- Capilla de San Antonio de Padua, Ej. Nuevo San Antonio, San Carlos, Tam.
- Ej. Benito Juárez, San Carlos, Tam.
- Capilla de Santa Teresa, Ej. Praxedis Balboa, San Carlos, Tam.

La fiesta más importante entre la comunidad católica es la Solemnidad de Nuestra Señora de Guadalupe, la cual engloba una gran cantidad de festejos, tales como el novenario, en el cual se tiene la Misa y la peregrinación de las comunidades aledañas, tanto las ue pertenecen a la parroquia como de otras, además se cuenta con la visita de varios sacerdotes que son de gran estima en la comunidad. En las fechas más cercanas se tiene la venta de antojitos, baile popular, festival artístico, competencias deportivas, jaripeo y la Misa de confirmaciones y primeras comuniones por parte del obispo. Otras celebraciones importantes son la Navidad, el Año Nuevo y la Semana Santa.
Uno de los datos que es ambiguo en la historia de la Parroquia es que antes de que se diera el decreto que la elevaba como tal, el templo estuvo cerrado a los fieles y a los sacerdotes por un tiempo de entre dos y tres años, en el periodo de tiempo de 1997 a inicios de 1999. Se cree que fue por iniciativa de los dirigentes de los grupos pertenecientes a este templo, debido a la tradición y afecto que se sentía por los padres agustinos, los cuales estaban a cargo de la parroquia de Padilla y atendían el templo de El Barretal. Se piensa que el conflicto se inició cuando el obispo tomó la decisión de que la iglesia de este poblado perteneciera a la Parroquia de Nuestra Señora del Carmen, la cual era atendida por padres diocesanos. Esto creó indignación en ciertas personas y en señal de protesta cerraron el templo al culto. El templo se reabrió a inicios de 1999 y casi tres años más adelante fue erigido como parroquia. Cabe recalcar que estas son versiones no oficiales, pero si realmente pasó de esta manera, debió de marcar al pueblo devoto de este poblado con una lección de obediencia a los guías de la fe que profesan.
Sectas
En este poblado también se practica a menor medida cultos de  sectas protestantes como lo son los testigos de Jehová y evangélicos.